# Tilaka
Tilaka (lub pundraka) – w hinduizmie jest to znak na ciele, głównie na czole, przeważnie z glinki lub papki sandałowej, pozwalający odróżnić tradycję, do której należy właściciel tilaki. Glina niezbędna do wykonania tilaki wydobywana jest ze świętej rzeki lub jeziora.
Tilaką (lub bindi) nazywa się też namalowaną lub przyklejoną kropkę noszoną na czole przez kobietę. Jest to znak, że znajduje się ona pod opieką mężczyzny. Dotyczy to zarówno żon, jak i córek. Zgodnie z tradycją systemu warnaśrama, kobieta powinna mieć zapewnioną ochronę przez całe swoje życie.

## Wisznuizm
W wisznuizmie tilaka ma kształt pionowo zorientowanej, wąskiej litery „U” połączonej u swojej podstawy z kształtem przypominającym odwróconą kroplę. Ma kolor od bladożółtego do jasnobrązowego. Wyznawcy Śri sampradai malują jeszcze pomiędzy dwiema białymi lub jasnożółtymi liniami trzecią, w kolorze czerwonym. Tilakę maluje się w 12 miejscach ciała: na środku czoła i u nasady nosa, na brzuchu (po lewej i prawej stronie oraz na środku), na środku klatki piersiowej, na przełyku, na górze i dole ramion obu rąk.
W zależności od sampradai znaczenie tilaki może być rozmaite i może być tłumaczone jako np:
- odbicie stopy Kryszny oraz listka ulubionej jego rośliny – tulasi
- wyrażone liniami tilaki ściany świątyni Radha-Kryszny, którzy w tilace reprezentowani są przez miejsce pomiędzy liniami
- Brahma i Śiwa (linie) oraz siedziba Wisznu (przestrzeń między liniami) i Lakszmi (środkowa, czerwona linia)
- Rama i Lakszmana (skrajne linie) z Sitą (środkowa, czerwona linia) i Hanumanem („kropla” u nasady nosa)

## Śiwaizm

Rudratilaka śiwaitów

W śiwaizmie tilaka przybiera formę trzech białych, poziomych, równoległych pasków. W tej formie nosi nazwę rudra tilaka.